# Оксана (сингл)
Оксана — перший сингл українського гурту Друга Ріка з другого студійного альбому «Два», випущений у квітні 2001 році. На підтримку відео було знято відеокліп. Режисером роботи став Семен Горов, котрий раніше співпрацював з колективом під чаз зйомок кліпу на пісню «Там, де ти». Попри те, що «Оксана» не на всі 100 відсотків віддзеркалює обличчя гурту, саме з нею тривалий час пов’язували Другу Ріку. Пісня цілком органічно, але без особливої участі голективу, увійшла у медіа-простір і абсолютно незалежно жила там кілька років .

## Про сингл
За словами музикантів, ця пісня на момент виходу була дуже нехарактерною для тодішнього стилю музики гурту. Зі слів Валерія Харчишина — це був, свого роду, експеримент із поп-панком .

## Список композицій
| #  | Назва    | Тривалість |
| -- | -------- | ---------- |
| 1. | «Оксана» | 4:51       |

## Учасники запису
Друга Ріка
- Валерій Харчишин — вокал, труба
- Олександр Барановський — гітара
- Дорошенко Олексій — ударні
- Біліченко Сергій — гітара
- Віктор Скуратовський — бас-гітара